# Cantons del Cher
Els Cantons del Cher (Centre - Vall del Loira) són 35 i s'agrupen en tres districtes: 
- Districte de Bourges (16 cantons - prefectura: Bourges) :
cantó de Les Aix-d'Angillon - cantó de Baugy - cantó de Bourges-1 - cantó de Bourges-2 - cantó de Bourges-3 - cantó de Bourges-4 - cantó de Bourges-5 - cantó de Chârost - cantó d'Henrichemont - cantó de Léré - cantó de Levet - cantó de Saint-Doulchard - cantó de Saint-Martin-d'Auxigny - cantó de Sancergues - cantó de Sancerre - cantó de Vailly-sur-Sauldre

- Districte de Saint-Amand-Montrond (11 cantons - sotsprefectura: Saint-Amand-Montrond) :
cantó de Charenton-du-Cher - cantó de Châteaumeillant - cantó de Châteauneuf-sur-Cher - cantó du Châtelet - cantó de Dun-sur-Auron - cantó de la Guerche-sur-l'Aubois - cantó de Lignières - cantó de Nérondes - cantó de Saint-Amand-Montrond - cantó de Sancoins - cantó de Saulzais-le-Potier

- Districte de Vierzon (8 cantons - sotsprefectura: Vierzon) :
cantó d'Argent-sur-Sauldre - cantó d'Aubigny-sur-Nère - cantó de la Chapelle-d'Angillon - cantó de Graçay - cantó de Lury-sur-Arnon - cantó de Mehun-sur-Yèvre - cantó de Vierzon-1 - cantó de Vierzon-2